# Arbeiterbildungsverein
Unter Arbeiterbildungsverein ist ein Zusammenschluss von Arbeitern und Handwerkern zu verstehen, der deren Bildung dient und im Vormärz zur Entwicklung eines proletarischen Klassenbewusstseins führte.

## Arbeiterbildungsvereine vor 1848

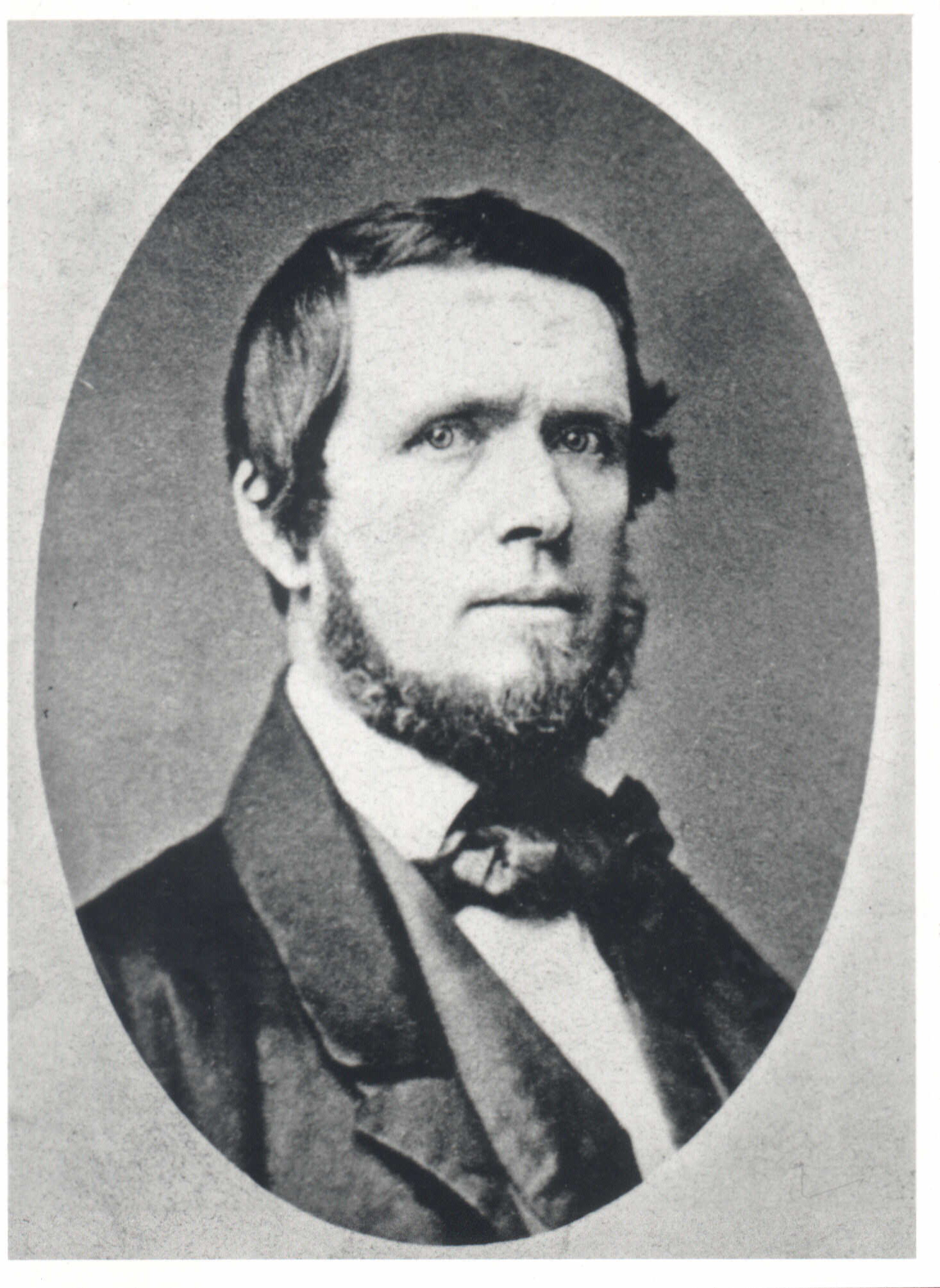
Wilhelm Weitling

Bereits seit den 1830er Jahren entstanden auf dem Gebiet des Deutschen Bundes Arbeiterbildungsvereine. Teilweise wurden sie unter Mitwirkung des liberalen Bürgertums und teilweise von Arbeitern und Handwerkern selbst gegründet. In ihnen lag der Hauptschwerpunkt in der Vermittlung von Wissen und Bildung allgemeiner und fachlicher Art.
Hinzu kamen von Beginn aber auch die Diskussion von politischen Tagesereignissen sowie Formen der Geselligkeit. Politische Aktivitäten im engeren Sinne entfalteten dann die Bildungsvereine der wandernden (deutschen) Gesellen im Ausland. Wie im Fall des radikalen „Bundes der Gerechten“ um Wilhelm Weitling war der Übergang vom Bildungsverein zu einer Vorform einer politischen Partei bei den Auslandsvereinen fließend.
Vor dem März 1848 sind folgende Arbeiterbildungsvereine nachweisbar:
- 1833: Erlangen (Bildungsverein der Brauereiarbeiter), Leipzig (Verein der Buchhandlungsgehilfen)
- 1840: London (Deutscher Arbeiterbildungsverein), Zürich (Eintracht Zürich, Gesangsverein deutscher Handwerksgesellen, 1841 umgewandelt in Bildungsverein)
- 1843: Stettin (Handwerkerverein)
- 1844: Berlin (Handwerkerbildungsverein), Mannheim (Handwerkerverein)
- 1845: Hamburg (Bildungsverein für Arbeiter), Kiel (Gewerbeverein)
- 1846: Magdeburg, Oldenburg, Hitzacker, Altona, Danzig, Luckenwalde (Handwerkervereine), Chemnitz (Maschinenbauverein), Elberfeld, Bremen
- 1846/1847: Leipzig
- 1847 Deutscher Arbeiterverein Brüssel
- 1848 Hannover (Arbeiterverein, hervorgegangen aus dem Buchdruckerleseverein)
- vor 1848: Breslau (Arbeitersingvereine), München, Wien (Arbeiterbildungsverein)

Exemplarisch genannt werden kann hier die Hamburger Bildungsgesellschaft – Bildungsverein zur Hebung der arbeitenden Klasse. 1847 hatte sie 450 Mitglieder, hauptsächlich Tischler, Schuster, Schneider. Es gab Vorträge und Kurse in Deutsch, Fremdsprachen, Geschichte, so wie technisches Zeichnen. Redeübungen dienten der politischen Bildung. Die Gesellschaft besaß eine Bibliothek sowie 17 Journalen mit den „radikalen Blättern“ der Zeit.

## Mitglieder von Arbeiterbildungsvereinen
Zunächst waren vornehmlich emigrierte Intellektuelle und Handwerker Mitglieder in Arbeiterbildungsvereinen, später vergrößerte sich die Mitgliederbasis und zahlreiche Arbeiter aus anderen Wirtschaftszweigen traten bei. Dies führte dazu, dass die Mehrzahl der Arbeitervereine meist mehrere hundert Mitglieder aufwies.
Bekannte Gründer oder Mitglieder in Arbeiterbildungsvereinen waren:
- Jacob Audorf, Winterthur, von 1858 bis 1859 Präsident des Allgemeinen Deutschen Arbeiterbildungsvereins (ADAV)
- August Bebel, Leipziger Arbeiterbildungsverein
- Stephan Born, Deutscher Arbeiterverein Brüssel
- Julius Bremer, Magdeburger Arbeiterbildungsverein
- Adolf Cluss, Mainzer Arbeiterbildungsverein
- Käte Duncker, Leipziger Arbeiterbildungsverein
- Friedrich Engels, Deutscher Arbeiterverein Brüssel, Deutscher Arbeiterbildungsverein London, Kölner Arbeiterverein
- Christian Essellen, Frankfurter Arbeiterverein
- Georg Fein, Arbeiterbildungsvereine in der Schweiz[1]
- Julius Fröbel, Frankfurter Arbeiterverein
- Wilhelm Heinrich Jobelmann, Stader Arbeiterbildungsverein
- Max Hirsch, Magdeburger Arbeiterbildungsverein
- Josef Hybeš, Wiener Arbeiterbildungsverein
- Robert Knöfel, Dresdener Arbeiterbildungsverein
- Friedrich Leßner, Hamburger Arbeiterbildungsverein, Deutscher Arbeiterbildungsverein London, Kölner Arbeiterverein
- Wilhelm Liebknecht, Deutscher Arbeiterbildungsverein London, Leipziger Arbeiterbildungsverein
- Karl Marx, Deutscher Arbeiterverein Brüssel,  Deutscher Arbeiterbildungsverein London, Kölner Arbeiterverein
- Joseph Maximilian Moll (Gründer des Deutschen Arbeiterbildungsvereins in London), Kölner Arbeiterverein
- Johannes Münze, Magdeburger Arbeiterbildungsverein
- Eduard Pelz, Frankfurter Arbeiterverein
- Johann Georg Reitmayer, Buchbindergeselle, Vorsitzender Arbeiterbildungsverein Regensburg
- Karl Schapper, Deutscher Arbeiterbildungsverein London, Kölner Arbeiterverein
- Georg Gottlieb Schirges, Gründer des Bildungsgesellschaft für Arbeiter in Hamburg
- Samuel Spier, Wolfenbütteler Arbeiterbildungsverein
- Paul Stumpf, Mainzer Arbeiterbildungsverein
- Wilhelm Weitling, Bund der Gerechten, Deutscher Arbeiterbildungsverein London
- Carl Wallau, Deutscher Arbeiterverein Brüssel, Mainzer Arbeiterbildungsverein
- Rosi Wolfstein, Hagener Frauen- und Mädchen-Arbeiterbildungsverein
- Theodor Yorck, Hamburger Arbeiterbildungsverein

## Arbeiterbildungsvereine nach 1848

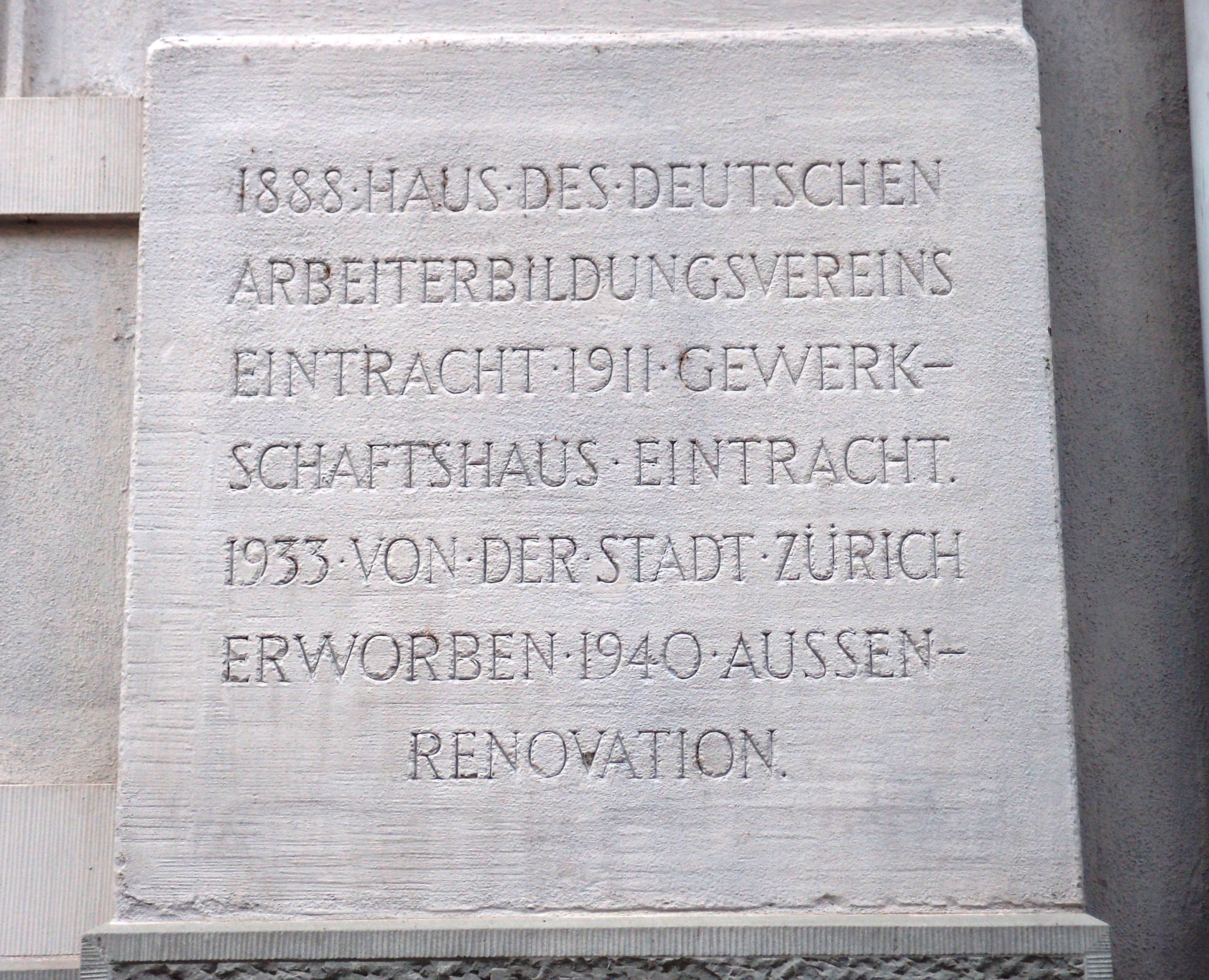
Tafel am Haus des deutschen Arbeiterbildungsvereins Eintracht in Zürich, Neumarkt 5

Nach der Niederschlagung der Revolution von 1848/49 wurden viele Vereine aufgelöst. Auf Beschluss des Frankfurter Bundestages vom 13. Juli 1854 verpflichteten sich alle Bundesländer der verschärften Verfolgung aller Arbeiter- und Arbeiterbildungsvereine.
Wie das politische Leben insgesamt, begann mit dem Nachlassen der politischen Repression auch für die Arbeiterbildungsvereine eine neue Expansionsphase. In Berlin lebte der „Handwerkerverein“ wieder auf und in Leipzig wurde 1861 der Gewerbliche Bildungsverein gegründet. In Halberstadt wurde 1862 ein Arbeiterbildungsverein ins Leben gerufen. Ähnliches geschah auch in zahlreichen anderen deutschen Städten. Diese Vereine standen der liberalen Fortschrittspartei oder ihren entsprechenden Pendants auf der Ebene der Einzelstaaten nahe. Andere knüpften an die wenige Jahre zuvor verbotenen Vereine der Allgemeinen Deutschen Arbeiterverbrüderung an.
Am Beispiel Leipzigs lässt sich die Lösung des örtlichen Arbeitervereins aus der Tradition der demokratischen bürgerlichen Bewegung hin zur (sozialdemokratischen) Arbeiterbewegung beobachten. Dort spaltete sich eine Minderheit der Mitglieder ab, die sich vom Liberalismus distanzierten und eine stärker politische Ausrichtung forderten. Diese Gruppe bildete die Keimzelle des Allgemeinen Deutschen Arbeitervereins (ADAV). Dieser wurde am 23. Mai 1863 in Leipzig gegründet und gilt als die erste von mehreren Vorläuferparteien der späteren SPD. Nachhaltiger als im Vormärz und der Revolution von 1848/49 wurden die Arbeiterbildungsvereine zum Nukleus einer Parteibildung.
Als Gegengründung entstand ebenfalls 1863 der Vereinstag Deutscher Arbeitervereine (VDAV). Stand dieser Anfangs noch der bürgerlichen demokratischen Bewegung nahe, wandte er sich unter dem Einfluss von August Bebel und Wilhelm Liebknecht ebenfalls der sozialistischen Bewegung zu und bildete eine der Wurzeln der SDAP.
Damit war bereits der Großteil der Arbeitervereine in das Lager der Sozialdemokraten übergegangen. Zunächst hat die Parteibildung die Bedeutung der Arbeiterbildungsvereine geschwächt. Aber unter dem Sozialistengesetz von 1878 bis 1890 erhielten die Arbeiterbildungsvereine wieder Zulauf. Unter der äußerlichen Form von Gesangs-, Lese- und Sportvereinen wurde das sozialistische Gedankengut weitergegeben und der politische Zusammenhalt der Arbeiter gesichert.

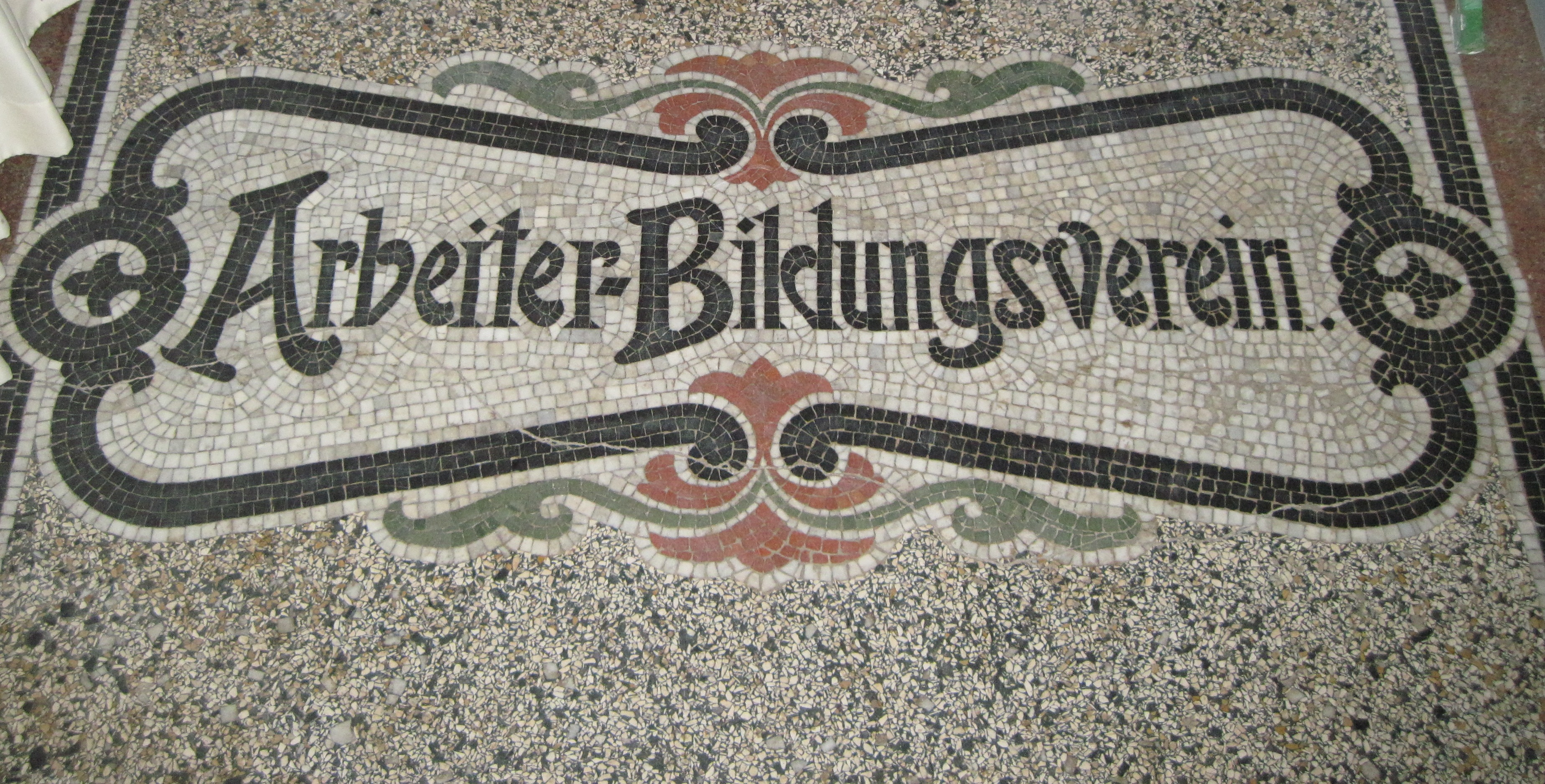
Bodenmosaik im Eingangsbereich

Nach dem Ende des Sozialistengesetzes verloren die Arbeiterbildungsvereine ihre politische Bedeutung im engeren Sinn und wurden zu Organisationen, die ihren Schwerpunkt tatsächlich in der Bildungsarbeit hatten. Indirekt hatte ihre Ausrichtung aber durchaus auch politische Bedeutung. In den letzten Jahrzehnten des Kaiserreichs und während der Weimarer Republik waren die Arbeitervereine ein wichtiger Bestandteil des breit gefächerten sozialdemokratischen Vereinswesens. Neben der nach wie vor wichtigen allgemeinen und fachlichen Bildung, trugen sie durch Vermittlung des sozialistischen Weltbildes zur Reproduktion des Milieus über Generationen bei. In dieser Zeit hatten auch Frauen und Mädchen Zugang zu den Arbeiterbildungsvereinen. Ottilie Pohl, Rosi Wolfstein und andere engagierten sich in einem Arbeiterbildungsverein für Mädchen und Frauen. Eine besondere Bedeutung hatten die Arbeiterjugend-Bildunggsvereine für den sozialdemokratischen Nachwuchs, weil sich in ihnen Personen unter 18 Jahren organisieren konnten, denen die Mitgliedschaft in Parteien und Gewerkschaften gesetzlich verboten war. Sie gründeten eigene lokale Vereine, z. B. den Jugendbildungsverein der Dresdner Arbeiterschaft, dessen Vorsitzende Wella Henker am 1. Mai 1917 eine Friedensdemonstration in Potschappel (Freital) organisierte.

## Arbeiterbildungsvereine nach 1933
Die Nationalsozialisten beendeten 1933 den Traditionsstrang. Nicht zuletzt die Auflösung der „historischen“ Milieus war nach 1945 der Grund, dass die Arbeiterbildungsvereine kaum noch eine nennenswerte Bedeutung hatten. Die demokratische Gesellschaft in Deutschland hat diesen Bruch nicht behoben.